# Pterolepis cataphracta
Pterolepis cataphracta är en tvåhjärtbladig växtart som först beskrevs av Adelbert von Chamisso, och fick sitt nu gällande namn av José Jéronimo Triana. Pterolepis cataphracta ingår i släktet Pterolepis och familjen Melastomataceae. Inga underarter finns listade i Catalogue of Life.

## Bildgalleri

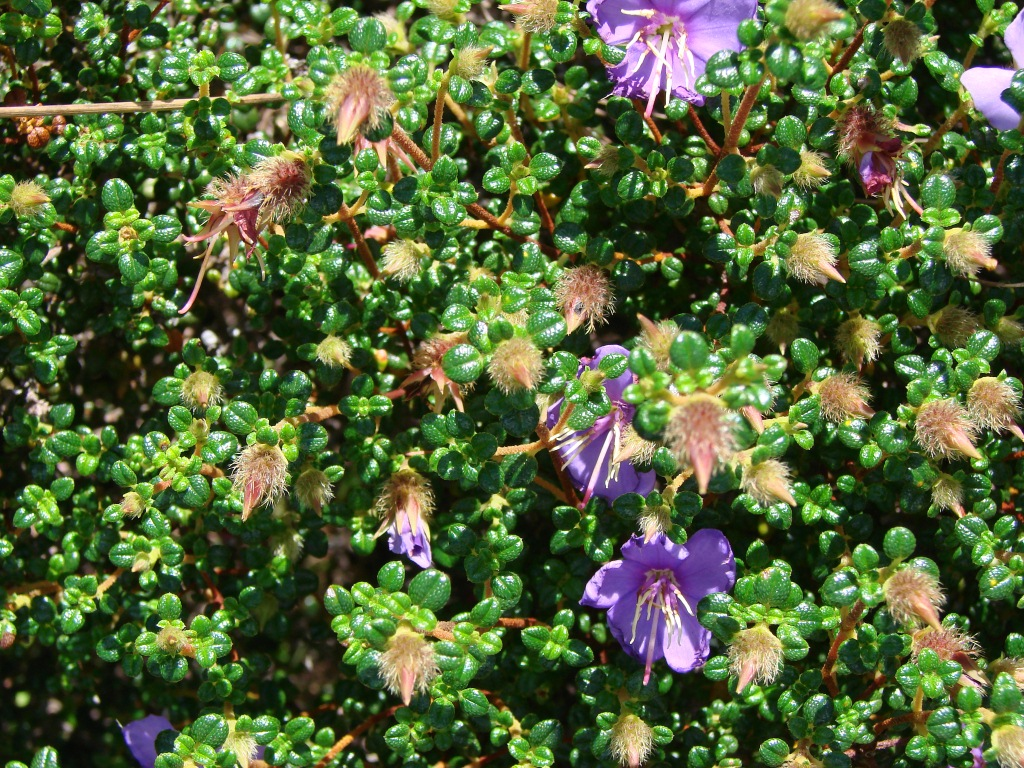
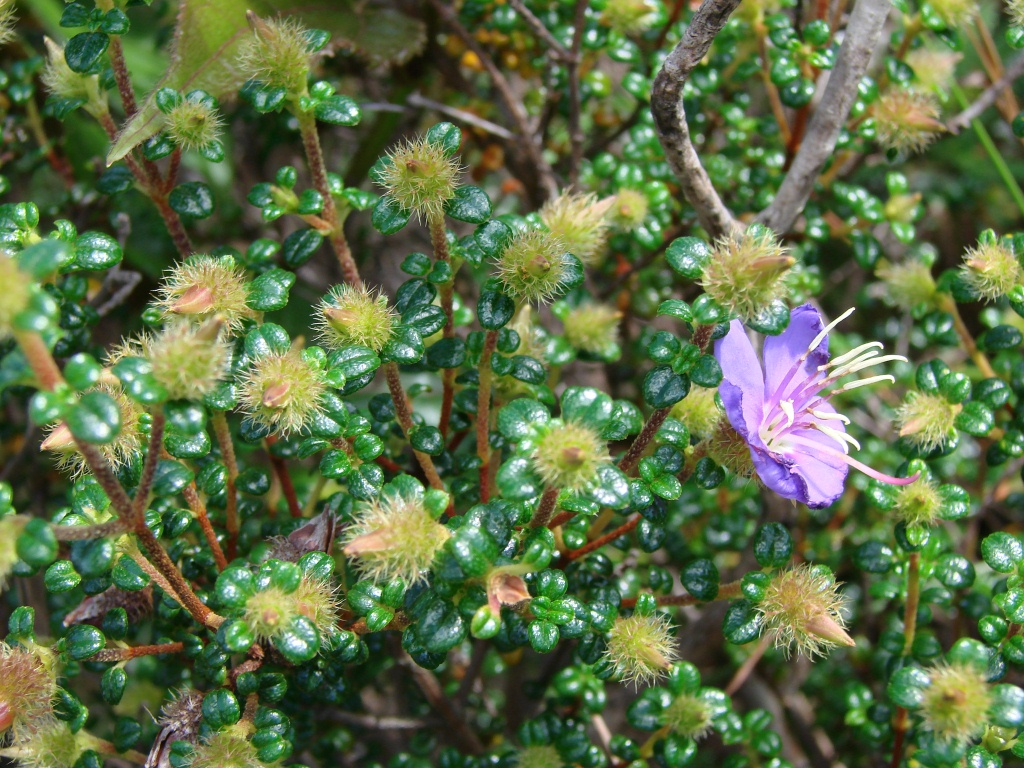